# Independència de Nicaragua
La independència de Nicaragua va ocórrer durant el 15 de setembre de 1821, en observar com altres regions espanyoles guanyaven les Guerres d'independència hispanoamericanes, els líders de Nicaragua van començar un procés de negociació, al redactar una acta d'independència que va ser reconegut pels caps de la Corona. Entre les persones que van promoure la independència centreamericana va estar Miguel Larreynaga, que actualment és recordat ens els bitllets de deu "córdobas".

## Antecedents
Nicaragua formava part de l'espanyola Capitanía General de Guatemala, que estava composta dels territoris de Chiapas, Guatemala (amb El Salvador), Comayagua (Hondures), i la Província de Nicaragua i Costa Rica. A Sud-amèrica, i durant cert període a Mèxic, els espanyols nascuts al "Nuevo Mundo" van dur a terme sagnants guerres contra la Corona fins a aconseguir la seva independència. Però a Centreamèrica la situació va ser diferent.

## Causes
Diverses foren les causes que van dur a aquesta antiga regió espanyola a decidir la seva separació: L'exemple de la Guerra de la Independència dels Estats Units, la il·lustració francesa els va dur nous ideals, i el fort control i la càrrega d'impostos per la corona espanyola i el progressiu debilitament.

## Procés d'Independència
Independents d'Espanya Nicaragua i tota Centreamèrica va decidir annexar-se al Primer Imperi Mexicà, però va durar pocs anys. Llavors els petits països de l'istme van decidir formar les Províncies Unides de l'Amèrica Central, que es van dissoldre degut als interessos particulars dels líders de cada una de les províncies. Va ser llavors que pel 30 d'abril de 1838, Nicaragua va passar a la història com una república independent.
La independència va provocar enfrontaments pel poder entre les ciutats de Lleó i Granada i els seus respectius partit polítics (els liberals a Lleó i els conservadors a Granada). El més gran benefici va ser que deixessin de pagar a la corona espanyola alguns impostos.